# El Castillo (Riello)
El Castillo es una localidad de España perteneciente al
municipio de Riello, provincia de León, comunidad autónoma de Castilla y León. Forma parte de la comarca histórica de Omaña.

## Geografía física
El Castillo se encuentra en la ribera del tramo medio del río Omaña, cuyo valle se ubica en el límite meridional de la cordillera Cantábrica y al este de la sierra de Gistredo. Está situado a unos 1060 m s. n. m., en un cruce de caminos entre las poblaciones de Vegarienza, Guisatecha y Santibáñez de Arienza. El río de Salce, afluente del Omaña, se une a este en el término del Castillo.
El Castillo se encuentra en una zona Csb, que corresponde a un clima mediterráneo de veranos suaves según la clasificación de Köppen; la temperatura media del mes más cálido no es superior a 22 °C pero sobrepasa los 10 °C durante cinco o más meses y las medias anuales están por debajo de los 9 °C, con precipitaciones cerca de los 1000 mm anuales, nevadas invernales y veranos secos.

## Naturaleza

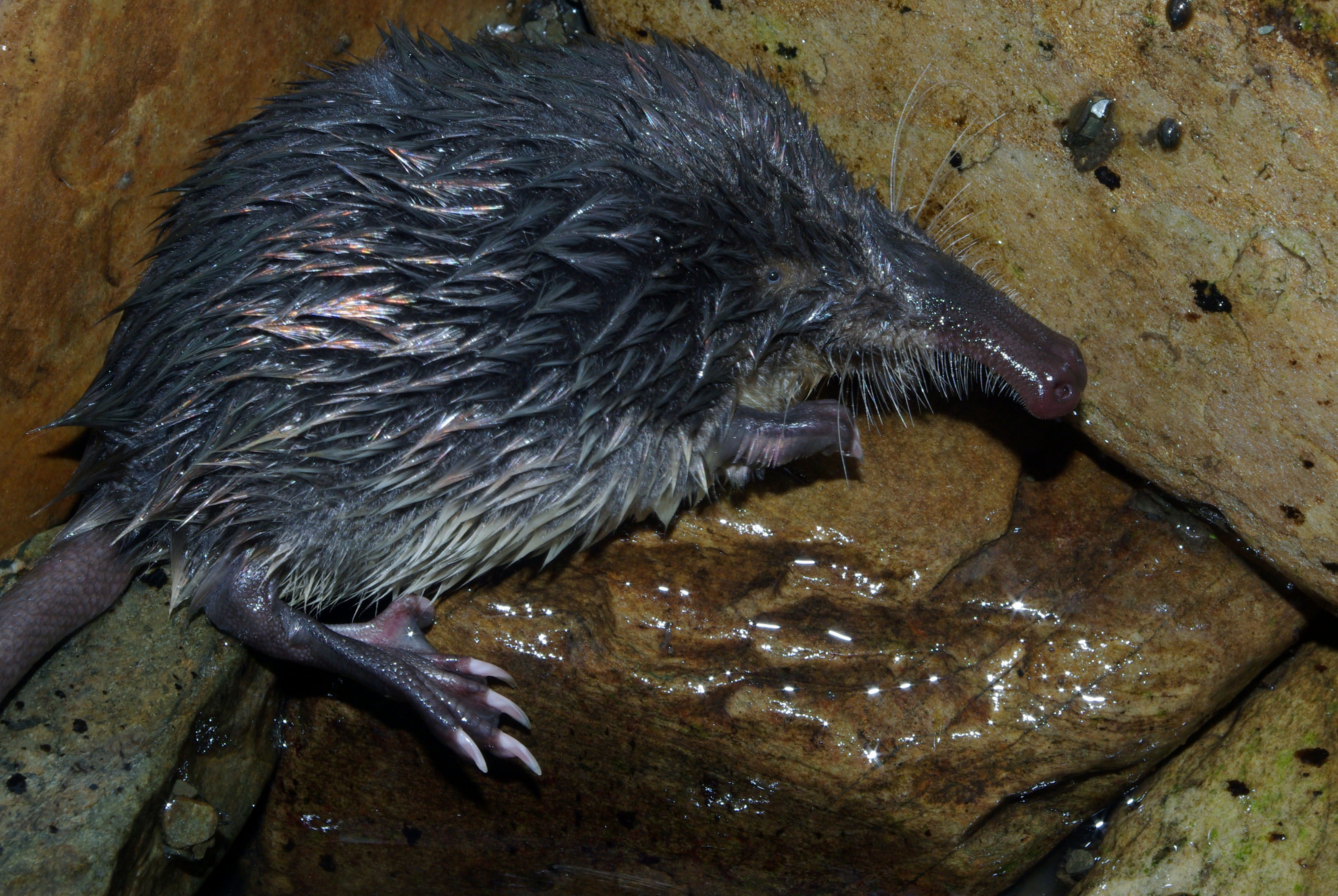
Desmán de los pirineos

El Castillo forma parte de las áreas designadas como Reserva de la Biosfera de los valles de Omaña y Luna, Lugar de Importancia Comunitaria (LIC) y Zona de Especial Protección para las Aves (ZEPA).
Entre las especies animales, son comunes el corzo, el jabalí y la garduña; en la que concierne a la fauna acuática del río Omaña se puede nombrar a la trucha, la nutria, el mirlo acuático y el desmán de los pirineos, especie endémica de la península ibérica.
En cuanto a la flora, la zona de ribera se caracteriza por la presencia de sauces, alisos, chopos, fresnos y negrillos Es especialmente destacable el robledal que se extiende por las laderas de las elevaciones al sur de la población.
Respecto a la geología, la población se encuentra en la  Zona Asturoccidental-Leonesa sobre terrenos precámbricos constituidos por areniscas, limolitas, pizarras porfiroides y microconglomerados, sobre los que se asientan depósitos fluviales del Cuaternario transportados por el Omaña.

## Historia
Se piensa que durante la ocupación romana de la península ibérica, la base militar desde donde se supervisaban las
tareas de extracción y transporte de minerales en el valle del Omaña estaba ubicada en el Castillo; el campamento principal estaría rodeado de pequeños castros para doblar su protección, necesaria debido a su posición vulnerable en un valle rodeado de montañas. El castillo de Benal cuya fecha de construcción se desconoce, probablemente fue edificado sobre el fortín romano. La primera mención a esta fortificación, que dio su nombre a la población actual aparece en un documento de 1366. Diego Fernández Quiñones lo heredó de su padre nueve años más tarde, por lo que se lo considera como la primera fortaleza patrimonial de la casa de Quiñones.Diego Fernández de Quiñones, primer conde de Luna obligó
a los concejos omañeses a reconstruir el castillo tras imponer su señorío sobre ellos en el siglo XV, y lo utilizó para afianzar sus dominios en la comarca. Posteriormente, el castillo se utilizó para las reuniones de los corregidores de los concejos omañeses, y fue utilizado en varias ocasiones como cárcel. En 1849, Madoz mencionó que el castillo se hallaba ya en ruinas.
Desde el punto de vista administrativo, la población era barrio de la vecina localidad de Guisatecha, perteneciente al concejo de Villamor de Riello, hasta que en el siglo XX se modificaron las lindes, y los terrenos situados en la margen derecha del río Santibáñez pasaron a pertenecer a Santibáñez de Arienza, en el municipio de Vegarienza, que, a su vez, se reincorporó a Riello en 1975.

## Geografía humana
El Castillo es un núcleo de pequeño tamaño, típico de un hábitat semi-disperso. Según el Instituto Nacional de Estadística de España, contaba con dieciséis habitantes en 2015, nueve hombres y siete mujeres. Durante el siglo XX, el pueblo ha experimentado un acusado descenso demográfico, consecuencia de la emigración y del consiguiente envejecimiento de la población.
| Gráfica de evolución demográfica de El Castillo (León) entre 2000 y 2015                              |
| |
| Población según la relación de unidades poblacionales del Instituto Nacional de Estadística (España). |

## Economía
Hasta mediados del siglo XX la economía en la comarca de Omaña estaba orientada al autoabastecimiento y las actividades se centraban en la agricultura y la ganadería; En el Castillo, Madoz destaca también la presencia de dos ventas en el siglo XIX y desde antiguo la localidad alberga un mercado, que junto con el de Riello, era uno de los centros de intercambios comerciales de la comarca. Desde finales del siglo XX, el sector terciario incluye también un establecimiento dedicados al turismo rural.

## Patrimonio
EL castillo de Benal, del que permanecen en pie la torre del homenaje y algunos muros, es la edificación más notable de la
localidad. De propiedad privada, se halla en discusión su posible cesión al ayuntamiento de Riello para su posible restauración. También se puede destacar una talla de Cristo Crucificado de estilo gótico en la ermita del Cristo. Es notable también el patrimonio natural de la localidad, en el que se centran las actividades turísticas y recreativas. Existe una zona de baño en el río Omaña, y La pesca deportiva  está permitida en el tramo de pesca sin muerte entre la Omañuela y El Castillo.